# O Americano Tranquilo
O Americano Tranquilo (The Quiet American) é um romance do escritor britânico Graham Greene. O  livro foi adaptado para o cinema em 1958 e em 2002. Sua história se passa na Indochina, durante a guerra anticolonialista contra a França.

## Enredo
Passada na Indochina na guerra com os franceses, a história é narrada por um jornalista inglês,  completamente adaptado ao Vietname que não deseja regressar à pátria. Outras personagens são o jovem americano Pyle, a trabalhar para os serviços secretos dos EUA, com alguma ingenuidade e a bela Phuong que vive com o narrador mas é desejada por Pyle. Esta união com Pyle é bem vista pela irmã mais velha de Phuong, que o considera um bom casamento.